# Khatarika
Khatarika fou un territori de Síria contra el que Ashurdan III d'Assíria (773 al 755 aC) va fer una expedició a l'inici del seu regnat (que després va repetir al 8è any i al 18è anys. En diversos llocs apareix com situat a Celesíria. La situació d'aquest país no se sap per fonts assíries sinó bíbliques (Zacaries):1), on se l'esmenta com Hadrach, i encara que no detalla la seva ubicació si que diu que estava a Damasc, cap al nord, i se suposa que seria algun lloc al nord del modern Líban entre Qarqar i Alep, al país de Luhiti.